# السلالة (فلم)
السلالة (بالإنجليزية: The Breed) هو فيلم رعب تم إنتاجه في الولايات المتحدة وجنوب أفريقيا، صدر سنة 2006، من بطولة ميشيل رودريغز وتارين مانينج وأوليفر هدسون وإيريك ليفلي وفرانسيس هاربر.

## القصة
مجموعة تتكون من خمسة أصدقاء من الجامعة يذهبون إلى جزيرة نائية للاحتفال، لكن عند وصولهم يفاجئون بوجود قبيلة من الكلاب شديدة الشراسة وآكلة للبشر، ويكون عليهم استخدام ذكائهم كي يتمكنوا من الفرار بحياتهم من الجحيم الذي أوقعوا أنفسهم فيه.

## روابط خارجية
- مقالات تستعمل روابط فنية بلا صلة مع ويكي بيانات